# Éverton Ribeiro
Éverton Augusto de Barros Ribeiro (ur. 10 kwietnia 1989 w Arujá) – brazylijski piłkarz występujący na pozycji środkowego pomocnika w klubie CR Flamengo oraz w reprezentacji Brazylii.

## Kariera klubowa
Ribeiro rozpoczynał karierę w drużynach młodzieżowych Corinthians. W 2007 roku został włączony do kadry pierwszej drużyny, jednak występując na lewej obronie rozegrał tylko cztery spotkania, a jego drużyna spadła do Série B. 21 czerwca 2008 roku został wypożyczony do końca roku do innej drużyny Série B - AD São Caetano. Tam został przekwalifikowany na ofensywnego pomocnika, a samo wypożyczenie było potem dwukrotnie przedłużane, najpierw na sezon 2009, później na sezon 2010. Ostatecznie do ekipy Corinthians powrócił na początku roku 2011, jednakże już 21 lutego został sprzedany do Coritiby. Z nowym zespołem związał się trzyletnią umową. W barwach Coritiby dwukrotnie zwyciężył w rozgrywkach Campeonato Paranaense, a w sezonie 2012 został najlepszym strzelcem drużyny w Série A, zdobywając 8 bramek. 8 stycznia 2013 przeszedł do drużyny Cruzeiro, a kontrakt podpisał na 4 lata. W sezonach 2013 oraz 2014 jego klub zostawał mistrzem Brazylii, a sam Ribeiro w 2013 został wybrany najlepszym piłkarzem ligi.
W czasie zimowego okna transferowego w 2015 roku otrzymał propozycję z takich klubów jak AC Milan czy Manchester United F.C., jednak ostatecznie za kwotę 15 milionów Euro został piłkarzem klubu Al-Ahli Dubaj. W pierwszym sezonie w nowym klubie Al-Ahli zajęło dopiero 7. miejsce w lidze i nie awansowało do rozgrywek Azjatyckiej Ligi Mistrzów w sezonie 2016, jednak w sezonie 2015 Ligi Mistrzów Ribeiro zdobył jedną z bramek w półfinałowym starciu z Al-Hilal, a jego zespół przegrał dopiero w finale rozgrywek z Guangzhou Evergrande. W kolejnym sezonie ligowym zdobył mistrzostwo ZEA. 5 lipca 2017 związał się umową z CR Flamengo do końca sezonu 2021. Po zakończeniu sezonu 2019 w którym Flamengo zostało mistrzem Brazylii i triumfowało w Copa Libertadores przedłużył kontrakt z drużyną do końca 2023 roku.

## Sukcesy

### Coritiba
- Mistrzostwo stanu Paraná: 2011, 2012

### Cruzeiro
- Mistrzostwo Brazylii: 2013, 2014
- Mistrzostwo stanu Minas Gerais: 2014

### Al-Ahli
- Mistrzostwo ZEA: 2015/16

### Flamengo
- Mistrzostwo Brazylii: 2019
- Campeonato Carioca: 2019

### Brazylia
- Mistrzostwo Ameryki Południowej do lat 20: 2009
- Superclásico de las Américas: 2014

### Indywidualne
- Najlepszy zawodnik Campeonato Brasileiro: 2013, 2014
- Drużyna sezonu Campeonato Brasileiro: 2013, 2014
- Bola de Ouro: 2013
- Bola de Prata: 2013